# Waldstauden-Blättereule
Die Waldstauden-Blättereule (Polia nebulosa), auch als Reseda-Garteneule bezeichnet, ist ein Schmetterling (Nachtfalter) aus der Familie der Eulenfalter (Noctuidae).

## Merkmale

### Falter
Mit einer Flügelspannweite der Falter von 41 bis 52 Millimeter zählt die Art zu den größeren Eulenfalterarten. Arttypisch ist die eintönige hellgraue bis dunkelgraue Grundfarbe der Vorderflügel, die gelegentlich auch oliv-graue oder graubraune Tönungen annehmen können. Zapfen-, Nieren- und Ringmakel sind relativ groß, heben sich oftmals aber nur undeutlich ab, sind verschwommen und erscheinen „wie im Nebel“, worauf auch das Epitheton der Art zurückzuführen ist. Sämtliche Makel sind jeweils dunkelbraun umrandet. Die Wellenlinie ist stark gezackt und leicht verdunkelt. Am Innenwinkel befindet sich ein markanter, keilförmiger, schwarzbrauner Fleck. Mehrere kleine Pfeilflecke sind am Saum erkennbar. Die Hinterflügel zeigen eine graubraune Färbung.

### Ei, Raupe, Puppe
Das kugelige Ei ist zunächst weißlichgrün gefärbt und schimmert später in einer dunklen Tönung. An der Basis ist es abgeflacht. Die Oberfläche ist mit vielen feinen, unregelmäßigen Längsrippen versehen.
Erwachsene Raupen sind meist braungelb gefärbt. Auf dem Rücken ist eine Reihe dunkler Rautenflecke erkennbar, die von der helleren Rückenlinie durchschnitten werden. An den Seiten befinden sich kurze, schwärzliche Schrägstriche.
Die Puppe hat eine rotbraune Farbe. Der kurze Kremaster besitzt an der Spitze zwei kurze Borsten sowie zwei längere Dornen.

### Ähnliche Arten
Die Art ähnelt grau gefärbten Formen der Hauhechel-Blättereule (Polia bombycina) sowie der Birken-Blättereule (Polia hepatica), die jedoch beide markantere Zeichnungselemente zeigen.

## Geographische Verbreitung und Lebensraum
Die Art ist in den gemäßigten Klimazonen Europas und Asiens bis nach Ostasien -einschließlich Japans- weit verbreitet, fehlt jedoch im nördlichsten Fennoskandinavien sowie im Süden der Iberischen Halbinsel und Griechenlands. In den Alpen ist sie noch in Höhen von 1600 Metern anzutreffen. Hauptlebensraum sind Mischwälder, Lichtungen, Moorränder sowie Gärten und Parklandschaften.

## Lebensweise
Die nachtaktiven Falter fliegen von Mai bis August in einer Generation und besuchen gerne künstliche Lichtquellen sowie Köder. Gelegentlich wurden sie auch beim Saugen an Schmetterlingsflieder (Buddleja davidii) beobachtet. Die Raupen leben ab August. Sie fressen in der Nacht und ernähren sich polyphag von den Blättern einer Vielzahl von Pflanzen. Dazu gehören Weiden- (Salix), Brombeer- (Rubus) oder Pflaumenarten (Prunus) sowie Brennnesseln (Urtica dioica) und viele andere. Sie überwintern und verpuppen sich im Mai des folgenden Jahres.

## Gefährdung
In Deutschland ist die Waldstauden-Blättereule weit verbreitet und meist nicht selten. Auf der Roten Liste gefährdeter Arten wird sie deshalb als nicht gefährdet geführt.